# Instituto Nacional del Adulto Mayor
El Instituto Nacional del Adulto Mayor es el instituto gubernamental uruguayo encargado de elaborar las políticas con respecto a los adultos mayores. 

## Creación
Fue creado tras la aprobación de la Ley 18.617. Aunque comenzó a funcionar el 2 de enero de 2012 como un instituto dependiente del Ministerio de Desarrollo Social. 